# Паригін Борис Дмитрович
Борис Дмитрович Паригін (19 червня 1930, Ленінград — 9 квітня 2012, Санкт-Петербург) — філософ. Основоположник наукової соціальної психології в СРСР. Закінчив філософській факультет Санкт-Петербурзький державний університет (ЛДУ, 1953). Професор, доктор філософії. Дисертація — «Соціальна психологія як наука (питання історії, методології і теорії)» (ЛДУ, 1967). 

## Біографія
Викладав: на філософському ф-ті Санкт-Петербурзький державний університет (ЛДУ, 1953—1957); в Педіатричному медичному інституті (1957—1962). Очолював кафедру філософії у ЛДПІ ім. Герцена, де створив лабораторію соціально-психологічних до-сліджень і перший в СРСР факультет соціа-льної психології (1968—1976). Керував сек-тором соціально-психологічних проблем в Інституті Соціально-економічних проблем РАН (1976—1992). Завідував заснованою ним кафедрою соціальної психології в Санкт-Петербурзькому Гуманітарному уні-верситеті Профспілок (СПб ГУП, 1992—2012). , , 

## Дослідження
Науковий внесок: Розроблена теорія соціальної психо-логії як самодостатньої системи нау-кового знання, її методології, пред-мету і області, структури, функцій і статусу в полі гуманітарного і при-родничонаукового знання (1960—1964).
Розроблена концепція сутності, ди-наміки і ролі суспільного настрою у життєдіяльності соціуму (1964—1966).
Закладені і аргументовані основи за-гальної соціально-психологічної те-орії, представленої двома фундамен-тальними категоріями — особистості і спілкування (1960—1971).
Розроблені методи діагностики, про-гнозування і регуляції соціально-психологічного клімату колективу (1976—1981).
Розроблена концепція і методи оці-нювання психологічної готовності влади до територіального управління в умовах соціальної трансформації (1986—1992).
Розроблений інструментарій тренін-гу постдіагностичної корекції внут-рігрупових відносин (1992—1994).
Визначена специфіка феноменології керівництва і лідерства і методи їх класифікації (1973—1999).
Сформульований і апробований структурно-динамічний підхід до моделювання соціально-психологічних явищ (1999). 

## Твори

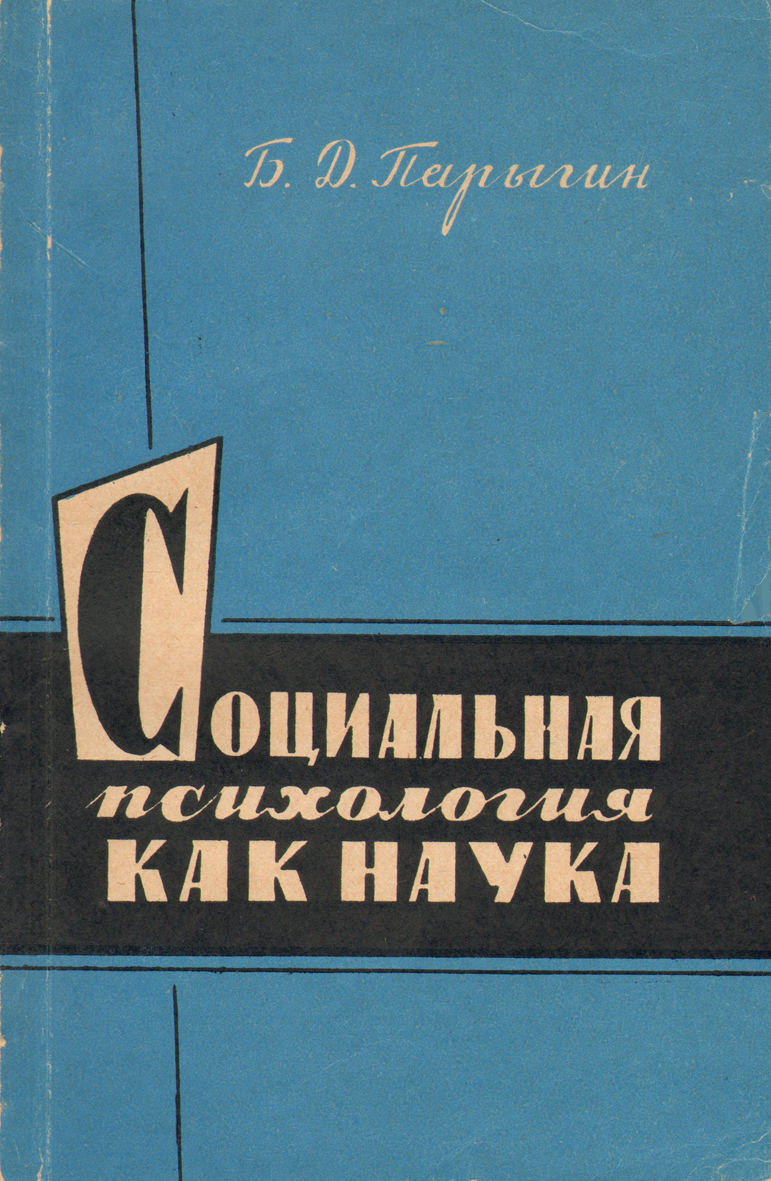
Социальная психология как наука. 1965.

Борис Паригін автор 10 великих монографій і більше 400 статей, частина з яких перекладена на декілька десятків мов світу.

### Книги
- Социальная психология. Истоки и перспективы / Б. Д. Парыгин. — СПб: СПбГУП, 2010. — 533 стр. (Тираж - 1000 экз.). ISBN 978-5-7621-0543-9
- Социальная психология (учебное пособие) / Б. Д. Парыгин. — СПб: СПбГУП, 2003. — 616 стр. (Тираж - 10000 экз.). ISBN 5-7621-0250-5, 978-5-7621-0250-6
- Анатомия общения / Б. Д. Парыгин. — СПб: изд. Михайлова, 1999. — 301 стр. (Тираж - 3000 экз.). ISBN 5-8016-0046-9
- Социальная психология. Проблемы методологии, истории и теории / Б. Д. Парыгин. — СПб: СПбГУП, 1999. — 592 стр. (Тираж - 5000 экз.). ISBN 5-7621-0100-2
- Практикум по социально-психологическому тренингу / Сборник статей под редакций Парыгина Б. Д. — СПб: СКФ “Россия-Нева”, 1994. — 174 стр., ил.
  - Практикум по социально-психологическому тренингу (2-е изд., испр. и доп.) / Сборник статей под редакций Парыгина Б. Д. — СПб: ИГУП, 1997. — 308 стр.
  - Практикум по социально-психологическому тренингу (3-е издание, испр. и доп.) / Сборник научных трудов под редакций Парыгина Б. Д. — СПб: Изд. Михайлова В.А., 2000. — 351 стр., ил. (Тираж - 3000 экз.) [9]
- Социальная психология территориального самоуправления / Б. Д. Парыгин. — СПб: Унигум, 1993. — 170 стр., ил. ISBN 5-02-027347-3
- НТП и социально-психологические условия жизнедеятельности в коллективах различного типа / Сборник статей под редакций Парыгина Б.Д. Л.: ИСЭП, 1988.
- Регуляция социально-психологического климата трудового коллектива / Сборник статей ИСЭП под редакций Б. Д. Парыгина. — Л.: Наука, 1986. — 239 стр.

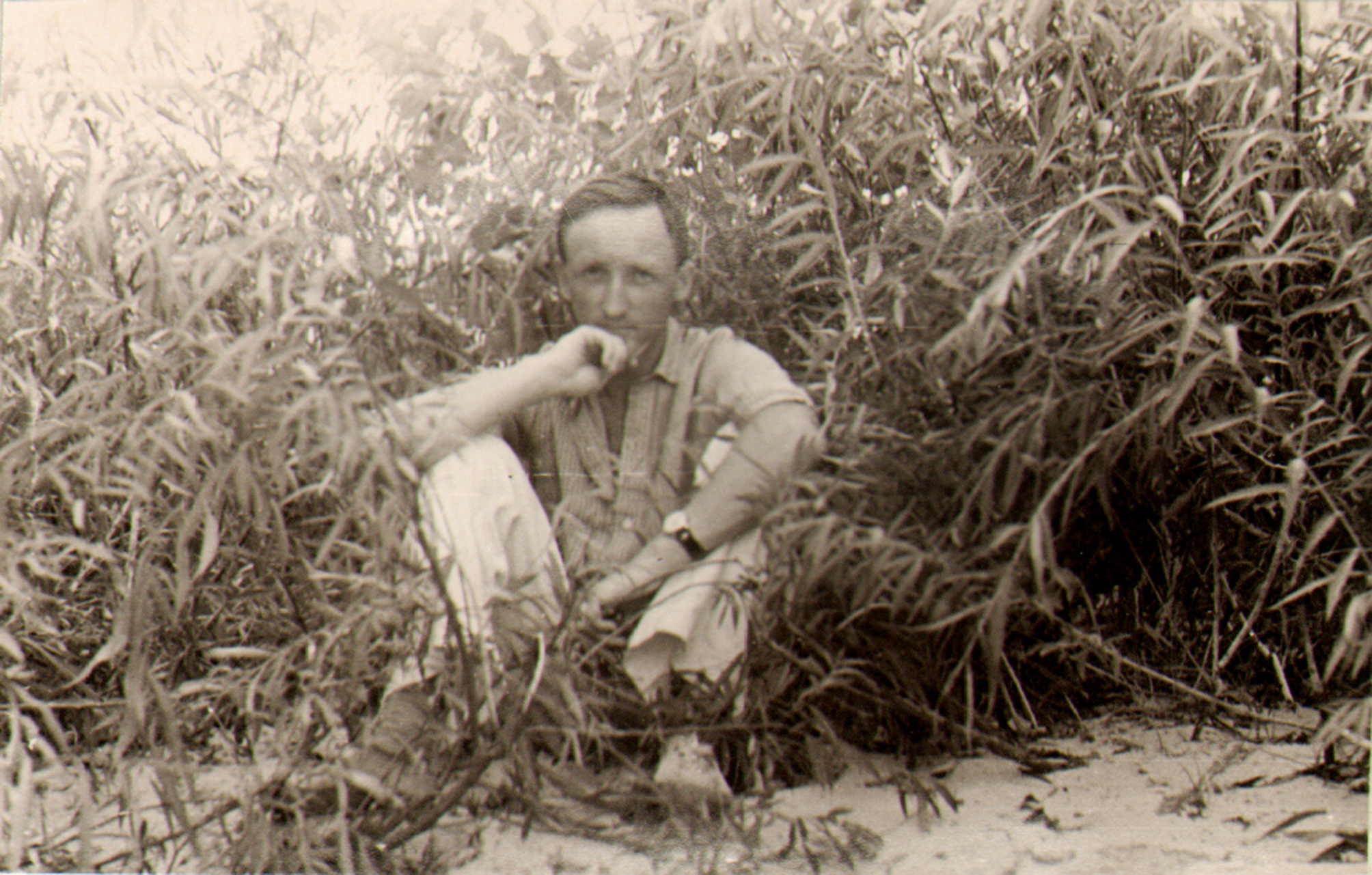
Борис Паригін на березі Дніпра. Київ. 1960.

- Социально-психологические проблемы научно-технического прогресса / Сборник статей под редакций Парыгина Б.Д. Л.: Наука, 1982. — 192 стр.
- Социально-психологический климат коллектива: Пути и методы изучения / Б. Д. Парыгин. — Л.: Наука, 1981 — 192 стр.
- Социально-психологический климат трудового коллектива / Б. Д. Парыгин. — Л.: Наука, 1981. — 36 стр.
- Научно-техническая революция и личность / Б. Д. Парыгин. — М.: Политиздат, 1978. — 240 стр. (Тираж - 50000 экз.).
- Научно-техническая революция и социальная психология / Б. Д. Парыгин. — Л.: О-во «Знание» РСФСР, 1976. — 39 стр.
- Современное состояние и проблемы социальной психологии / Б. Д. Парыгин. — М.: О-во «Знание» РСФСР, 1973. — 64 стр.
- Основы социально-психологической теории / Б. Д. Парыгин. — М.: Мысль, 1971. — 352 стр. (Тираж - 20000 экз.).
  - 1982. Grundlagen der sozialpsychologischen Theorie (на немецком яз.). — Köln: Pahl-Rugenstein Verlag., — 264 S. ISBN 3-7609-0186-7
  - 1977. 社会心理学原論, 海外名著選〈76〉(Том 76, серії «Вибрані зарубіжні шедеври»). — 明治図書出版 (Токіо), 281 стр.
  - 1976. Grundlagen der sozialpsychologischen Theorie. — Berlin: VEB, — 266 S.
  - 1975. Grundlagen der sozialpsychologischen Theorie. — Köln: Pahl-Rugenstein, — 265 S., OBr. ISBN 3-7609-0186-7.

- Общественное настроение / Б. Д. Парыгин. — М.: Мысль, 1966. — 328 стр. (Тираж - 13000 экз.).

- Социальная психология как наука / Б. Д. Парыгин. — Л.: ЛГУ, 1965. — 208 стр. (Тираж - 3400 экз.).
- Социальная психология как наука (издание 2-е исправленное и дополненное) / Б. Д. Парыгин. — Л.: Лениздат, 1967. — 264 стр. (Тираж - 15000 экз.).
  - 1967. La psicologia social como ciencia. — Montevideo: Pueblos Unidos, — 249 p.
  - 1968. Социалната психология като наука. София. — 240 с.
  - 1968. Sociialni psychologie jako veda. Praha. — 192 s.
  - 1972. A psicologia social como ciência. Rio de Janeiro: Zahar Ed. — 218 p.

- Что такое социальная психология / Б. Д. Парыгин. — Л.: б.и., 1965. — 39 стр.

### Статті (вибірково)
- Опыт ретроспективного видения судьбы социальной психологии // СПб: Вестник СПбГУ. Серия 16. 2011. Выпуск 4. С. 11-17. [10]
- Диалогу нет альтернативы // Ленинградская правда. — 1991, 20 апреля.
- Психология регионального самоуправления // Проблемы управления кадрами трудовых коллективов в условиях самоуправления. — Киев, 1990.
- Social and psychological environment of collective`s behavior // European association of Experimental Social psychology: VII-th General meeting: Ab-stracts. —Varna, 1987.
- Перестройка и проблемы психологической готовности человека // Всесоюзная науч.-практ. конф.: Диалектика, перестройка, человек. — Минск, 1989.
- Advance of science and technology and the problem of self-realization of an tndividual // Proceedings of the 2nd Finnish-Soviet symposium on personality. — Tampere. — 1983, June 14-16.
- The personal mediation of human action and the social context // Materials of the East — West meeting in the framework of the European Association of Experimental Psychology. — Varna, 1983.
- Климат коллектива как предмет диагностического исследования // Психологический журнал. — 1982. — Том 3, № 3.
- Проблема типологии аудитории СМИП в эмпирических исследованиях // Проблемы эффективности средств массовой информации и пропаганды. — Минск, 1981. — № 2.
- Scientific and technological progress and socio-psychological climate in a scientific collective // Proceedings of the 1nd Finnish-Soviet symposium on personality. — Moscow, 1979. S. 18.
- Современное состояние и проблемы социальной психологии в СССР // Проблемы социальной психологии. — Тбилиси, 1976.
- Советский образ жизни как социально-психологическое явление // Вопросы философии. — 1975. — № 3.
- Как найти ключи // Комсомольская правда. — 1974, 29 марта.
- Укрощение строптивой. Интервью // Литературная газета. — 1973, 5 декабря.
- Социальное настроение как объект исторической науки // История и психология. — М., 1971.
- Структура личности // Социальная психология и философия. — Л., 1971. — Вып. № 1.
- О соотношении социального и психологического // Философские науки. — 1967. — № 6.
- К итогам Йенского симпозиума по проблемам социальной психологии // Вопросы психологии. — 1966. — № 2.
- Hangulat mint szociológiai kutatás tárgya // Magyar Pszichologia Szemle. — Budapest, 1965. — № 1-2.
- Проблемы социальной психологии // Социальные исследования. — М., 1965.
- The subject matter of social psychology // American Psychologist. Vol. 19 (5). May 1964, p. 342-349.
- Общественная психология как социальное явление // Философские науки. — 1964. — № 6.
- Találkozó a szociális pszichológia problémáiról // Magyar Pszichologia Szemle. — Budapest, 1964. — № 4.
- On the subject of social psychology // Joint publications research (selected translation abstract) Number: AD0405666. 16 apr.1963. Washington D.C.
- Совещание по проблемам социальной психологии // Вопросы психологии. — 1963. — № 5.
- К вопросу о предмете социальной психологии // Вопросы психологии. — 1962. — № 5.
- О психологическом направлении в современной буржуазной социологии и о социальной психологии // Вестник ЛГУ. — 1959. — № 23.
- Ленин об общественных настроениях // Вестник ЛГУ. — № 17. Сер. Экономика, философия и право. — 1952. — Вып. 3.